# Młyn wodny w Stradunach
Młyn wodny w Stradunach – zabytkowy młyn wodny w Stradunach na Mazurach. Został wybudowany w XIX wieku. Początkowo pełnił funkcję młyna wodnego, następnie magazynu. Od 2007 figuruje w rejestrze zabytków.